# Timonoe
Timonoe is een monotypisch geslacht van spinnen uit de  familie van de Tetragnathidae (Strekspinnen).

## Soort
- Timonoe argenteozonata Thorell, 1898